# Ponthieva gracilis
Ponthieva gracilis là một loài thực vật có hoa trong họ Lan. Loài này được Renz miêu tả khoa học đầu tiên năm 1948.